# Епархия Зе-Доки
Епархия Зе-Доки (лат. Dioecesis Zedocanus) — епархия Римско-Католической церкви с центром в городе Зе-Дока, Бразилия. Епархия Зе-Доки входит в митрополию Сан-Луиш-до-Мараньяна. Кафедральным собором епархии Зе-Доки является церковь святого Антония Падуанского.

## История
16 октября 1961 года Римский папа Иоанн XXIII издал буллу «Quod Christus Iesus», которой учредил территориальную прелатуру Кандиду-Медоса, выделив её из епархии Пиньейру.
13 октября 1983 года Римский папа Иоанн Павел II выпустил буллу «Brasilia Praelaturae», которой преобразовал территориальную прелатуру Кандиду-Мендоса в епархию.
5 июля 1991 года епархия Кандиду-Мендоса была переименована в епархию Зе-Доки.

## Ординарии епархии
- епископ Guido Maria Casullo (1965—1985)
- епископ Walmir Alberto Valle (1985—2002)
- епископ Carlo Ellena (2004 — 2014)
- епископ Jan Kot, O.M.I. (с 23 июля 2014 года)

## Источник
- Annuario Pontificio, Ватикан, 2007
- Булла Quod Christus Iesus, AAS 54 (1962), p. 691  (лат.)
- Булла In Brasilia Praelaturae  (лат.)